# 森山みつき

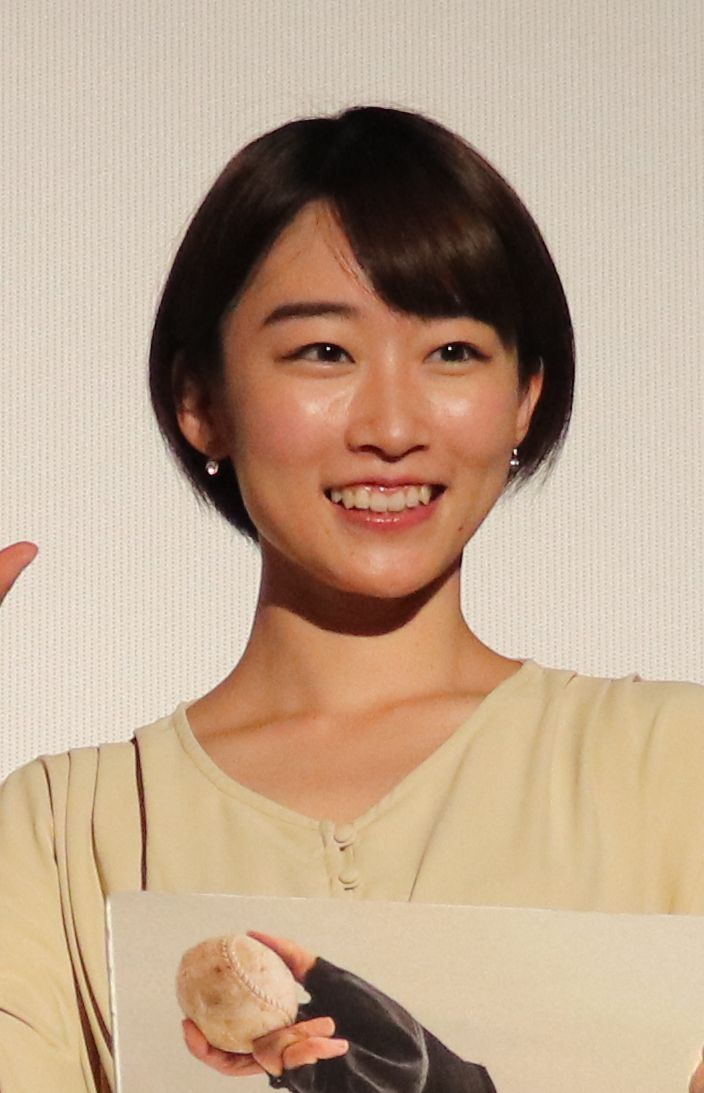
2023年8月19日『野球どアホウ未亡人』公開舞台挨拶 池袋シネマ・ロサ

森山 みつき（もりやま みつき、1996年11月3日 - ）は、日本の女優。apache所属。

## 来歴

### 芸能活動
大阪大学公認演劇サークル「劇団ちゃうかちゃわん」では、田中丼中田として活動していた。役者としてだけではなく、演出補佐も務めていた。2018年から2020年は芸名・満月伶として主にCMで活動、2021年に樋口慧一監督『共振』で映画デビュー。以降、 2022年公開の映画『REVOLUTION+1』、2023年公開の主演映画 『死後写真』など映画を中心に活動。2023年公開の主演映画『野球どアホウ未亡人』が拡大公開中。

## 人物

### 趣味・特技
アクション・殺陣、ダンス、乗馬/和物集め、裁判傍聴、弾き語り。

## 出演

### テレビドラマ
| 放送   | タイトル                       | 役名 | 放送局         |
| ------ | ------------------------------ | ---- | -------------- |
| 2019年 | 連続ドラマW 不発弾 #3          |      | WOWOW          |
| 2020年 | 今夜はコの字で #4              |      | BSテレビ東京   |
| 2022年 | 夜のあぐら                     |      | BS松竹東急     |
| 2023年 | 彼女たちの犯罪 #1,6,7          |      | 讀賣テレビ放送 |
| 2023年 | 4月の東京は…                   |      | 毎日放送       |
| 2024年 | スカイキャッスル #8            |      | テレビ朝日     |
| 2025年 | あなたを奪ったその日から #6 #8 | 舞香 | 関西テレビ     |

### 映画
| 公開          | タイトル           | 役名         | 配給       |
| ------------- | ------------------ | ------------ | ---------- |
| 2023年3月11日 | REVOLUTION+1       | 若い女       | 太秦       |
| 2023年7月13日 | 死後写真           | 依頼人の女性 |            |
| 2023年8月19日 | 野球どアホウ未亡人 | 水原夏子     | カブ研究会 |
| 2025年1月25日 | Mothers マザーズ   | 原田海凪     |            |